# 최재호 (희극인)
최재호(1984년 4월 22일 ~ )는 대한민국의 희극 배우이다.

## 출연작

### 방송
- 개그야 (MBC)
- 하땅사 (MBC)
- 웃고 또 웃고 (MBC)
- 코미디에 빠지다 (MBC)